# Vo Nguyen Giap
Võ Nguyên Giáp, vietnamski general in politik, * 25. avgust 1911, provinca Quang Binh, Vietnam (tedaj Francoska Indokina), † 4. oktober 2013, Hanoj, Vietnam.
Vo Nguyen Giap je odigral vodilno vlogo v vojni proti francoskim kolonialnim gospodarjem, ki se je končala maja 1954 z bitko pri kraju Dien Bien Phu in zmago Vietnama, pomemben pa je bil tudi njegov prispevek k zmagi nad ZDA v Vietnamski vojni, ko je bil obrambni minister.